# Râul Urmuroasa
Râul Urmuroasa sau Râul Cornu este un curs de apă, afluent al râului Șușița. 